# 히비야

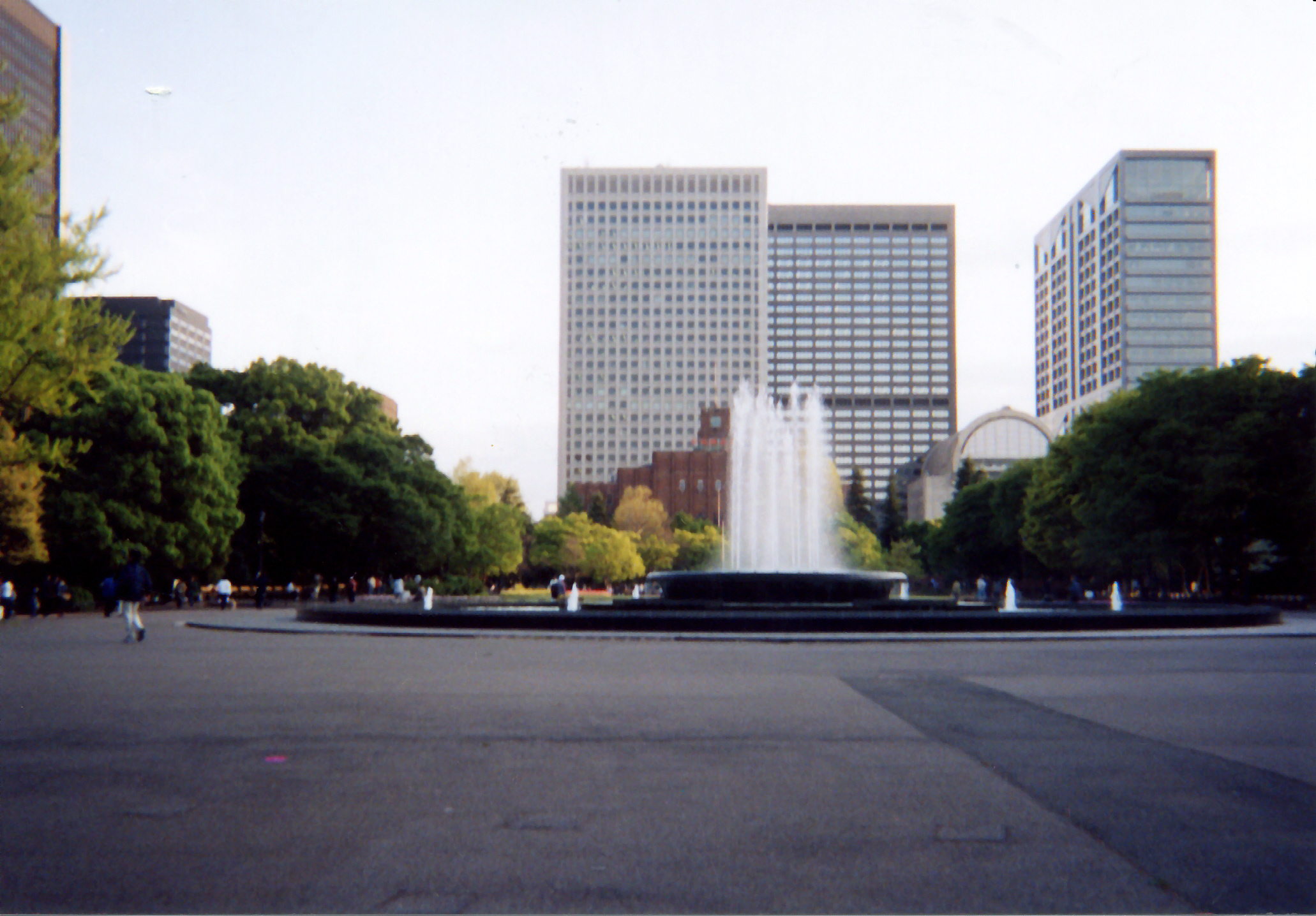
히비야 공원

히비야(일본어: 日比谷)는 일본 도쿄도 지요다구에 있는 동네이다. 히비야 공원이 있다.

## 같이 보기
- 히비야역
- 도쿄 메트로 히비야선
- 도쿄 미드타운 히비야